# Lygodactylus howelli
Lygodactylus howelli är en ödleart som beskrevs av  Pasteur och BROADLEY 1988. Lygodactylus howelli ingår i släktet Lygodactylus och familjen geckoödlor. Inga underarter finns listade i Catalogue of Life.